# Temporada da IndyCar Series de 2006
A Temporada da IRL IndyCar Series de 2006 começou em 26 de março e terminou em 10 de setembro. Sam Hornish, Jr. venceu seu terceiro campeonato da IndyCar Series. Hornish também venceu a 90º edição das 500 Milhas de Indianápolis, passando o estreante Marco Andretti na última volta a menos de 150 m da linha de chegada. A perseguição ao título foi muito dramática entre os pilotos da Penske, Hornish e Hélio Castroneves, batalhando com os pilotos da Ganassi, Dan Wheldon e Scott Dixon. Os quatro pilotos ocuparam as quatro primeiras posições na corrida final no Chicagoland Speedway, com Wheldon liderando com Dixon em segundo, fazendo uma dobradinha da Ganassi, mas Hornish terminou em terceiro, superando o campeão Wheldon em um tiebreak. O terceiro lugar teria sido suficiente para Castroneves, quarto colocado, conquistar o título, mas acabou ficando dois pontos atrás de Hornish e Wheldon. Dixon também disputou fortemente o título, terminando apenas 15 pontos atrás do campeão.
A temporada foi marcada pela morte de Paul Dana durante os treinos em Homestead.

## Mudanças durante o período de férias
2006 para a Indy Racing League foi muito diferente de 2005. A principal mudança foi a saída da Chevrolet e da Toyota, deixando a Honda como a única fabricante de motores. Houve muita especulação após este anúncio de que, como não haveria tanto dinheiro fornecido às equipes pelos provedores de mecanismo como nos anos anteriores, muitos deles seriam reduzidos. Até certo ponto, isso era verdade: a Chip Ganassi reduziu sua equipe de três para dois carros e a Panther Racing e a Cheever Racing, de dois para um. No entanto, a Vision Racing de Tony George e Patrick Dempsey acrescentou um carro para Tomas Scheckter, que estava sem equipe. A Honda também reduziu os custos de ambos os arrendamentos de motores, e prometeu que todas as equipes receberiam motores idênticos e suporte técnico, e que os motores durariam duas corridas entre as programadas - todas as medidas significativas de redução de custos anos anteriores.
A situação dos chassis não foi tão alterada em comparação a 2005, sendo a principal mudança a mudança da Ganassi Racing do Panoz para o Dallara. Os  pilotos que usaram o Panoz em 2006 foram os três carros da Rahal Letterman Racing e Scott Sharp, da Delphi-Fernández Racing.
2006 também teve a eliminação de três corridas da temporada de 2005. A corrida no Phoenix International Raceway foi cancelada devido a conflitos de agendamento. A corrida no California Speedway não foi mantida porque a IRL queria mudar a data no início da temporada para não entrar em conflito com a temporada da NFL, mas não foi possível encontrar uma data disponível para a categoria. Tanto a IRL quanto o California Speedway esperavam que a corrida retornasse em 2007. A corrida no Pikes Peak International Raceway foi retirada do calendário de 2006, já que a pista foi vendida por seus proprietários e posteriormente fechada. Uma explicação adicional para este novo calendário foi dada pela categoria como sendo mais "compacta" e "emocionante" e como um método para evitar a perda de audiência televisiva e a frequência de corridas ao terminar sua temporada antes da temporada da NFL. Muitos críticos viram esse calendário encurtado como um regresso definitivo para a categoria, não um progresso.
Houve também muitas mudanças significativas de pilotos, sendo que a mais importante foi o campeão de 2005, Dan Wheldon, se transferir da Ganassi Racing para a Andretti Green Racing, sendo substituído por Marco Andretti. Além disso, Tomas Scheckter saiu da Panther Racing para a Vision Racing e Vitor Meira saiu da Rahal Letterman para substituir Scheckter na Panther. Paul Dana e seu patrocinador pessoal substituíram Meira na Rahal Letterman. Eddie Cheever anunciou que retornaria ao papel de proprietário-piloto de sua equipe de carro único para as primeiras quatro corridas, incluindo as 500 Milhas de Indianápolis, e Michael Andretti anunciou que voltaria ao cockpit para dirigir ao lado de seu filho nas "500". A.J. Foyt IV, que partiu para a NASCAR, foi substituído por Felipe Giaffone no carro da A. J. Foyt Enterprises, enquanto Buddy Lazier voltou em tempo integral na categoria ao substituir Roger Yasukawa na Dreyer & Reinbold Racing. A Hemelgarn Racing contratou P. J. Chesson no final da temporada, com o apoio de Carmelo Anthony para substituir Paul Dana.
Também houve rumores contínuos durante as férias de que Tony George e o diretor da Champ Car, Kevin Kalkhoven, estavam se encontrando e discutindo uma possível unificação, ou uma nova série que re-unisse as categorias de open-wheel na América. Os dois admitiram se encontrar e curtir a companhia um do outro no esqui e no golfe, e em entrevistas separadas de março de 2006 com o Los Angeles Times admitiram que estavam de fato discutindo as perspectivas de unificar as duas categorias.

## Mudanças durante o meio da temporada
Após a morte de Paul Dana em um acidente antes da primeira corrida, a Rahal-Letterman contratou Jeff Simmons para dirigir o carro de número 17 duas corridas depois em Motegi. Depois da Indy 500, onde ambos os carros da Helmegan se chocaram e terminaram nas duas últimas posições, a Hemelgarn Racing, que estava em tempo integral com P. J. Chesson, encerrou suas atividades como equipe fixa (voltaria apenas para as 500 Milhas entre 2007 e 2009). Após a corrida no Kansas Speedway, a Cheever Racing encerrou suas atividades devido à falta de patrocínio e a Foyt substituiu Felipe Giaffone pelo veterano Jeff Bucknum. A Dreyer & Reinbold Racing também anunciou que Ryan Briscoe, que dirigiu seu carro para um terceiro lugar em Watkins Glen, dirigia seu carro nas corridas restantes, em vez de Buddy Lazier, e que Sarah Fisher também correria o restante. Marty Roth retornou à categoria depois de ser eliminado no treino da Indy 500 e perder a corrida para pilotar sua próprio carro, a Roth Racing, nas últimas 3 corridas ovais da temporada (Michigan, Kentucky e Chicagoland).

## Transmissão
A Band passa a transmitir as corridas junto com o canal BandSports. Nos Estados Unidos os direitos permanecem com a Rede ABC.

## Calendário
| Prova | Título Oficial do GP da IndyCar Series            | Circuito                        | Local           | Data           |
| ----- | ------------------------------------------------- | ------------------------------- | --------------- | -------------- |
| 1     | Toyota Indy 300                                   | Homestead-Miami Speedway        | Homestead       | 26 de março    |
| 2     | Honda Grand Prix of St. Petersburg                | Ruas de São Petersburgo         | São Petersburgo | 2 de abril     |
| 3     | Indy Japan 300                                    | Twin Ring Motegi                | Motegi          | 22 de abril    |
| 4     | 90th Indianapolis 500                             | Indianapolis Motor Speedway     | Speedway        | 28 de maio     |
| 5     | Watkins Glen Indy Grand Prix presented by Tissot  | Watkins Glen International      | Watkins Glen    | 4 de junho     |
| 6     | Bombardier Learjet 550                            | Texas Motor Speedway            | Fort Worth      | 10 de junho    |
| 7     | SunTrust Indy Challenge                           | Richmond International Raceway  | Richmond        | 24 de junho    |
| 8     | Kansas Lottery Indy 300                           | Kansas Speedway                 | Kansas          | 2 de julho     |
| 9     | Firestone Indy 200                                | Nashville Superspeedway         | Lebanon         | 15 de julho    |
| 10    | ABC Supply Company A.J. Foyt 225                  | The Milwaukee Mile              | West Allis      | 23 de julho    |
| 11    | Firestone Indy 400                                | Michigan International Speedway | Brooklyn        | 30 de julho    |
| 12    | Meijer Indy 300 presented by Coca-Cola and Secret | Kentucky Speedway               | Sparta          | 13 de agosto   |
| 13    | Indy Grand Prix of Sonoma                         | Infineon Raceway                | Sonoma          | 27 de agosto   |
| 14    | Peak Antifreeze Indy 300 presented by Mr. Clean   | Chicagoland Speedway            | Joliet          | 10 de setembro |

- Circuitos ovais
- Circuitos de rua temporários
- Circuitos mistos permanentes

## Pilotos e Equipes
| Equipe                   | Chassis | Motor | Pneu | Nº | Pilotos               | Corridas         |
| ------------------------ | ------- | ----- | ---- | -- | --------------------- | ---------------- |
| Andretti Green Racing    | Dallara | Honda | F    | 1  | Michael Andretti      | 4                |
| Andretti Green Racing    | Dallara | Honda | F    | 7  | Bryan Herta           | 1-14             |
| Andretti Green Racing    | Dallara | Honda | F    | 11 | Tony Kanaan           | 1-14             |
| Andretti Green Racing    | Dallara | Honda | F    | 26 | Marco Andretti (R)    | 1-14             |
| Andretti Green Racing    | Dallara | Honda | F    | 27 | Dario Franchitti      | 1-13             |
| Andretti Green Racing    | Dallara | Honda | F    | 27 | A.J. Foyt IV          | 14               |
| Vision Racing            | Dallara | Honda | F    | 2  | Tomas Scheckter       | 1-14             |
| Vision Racing            | Dallara | Honda | F    | 20 | Ed Carpenter          | 1, 3-14          |
| Vision Racing            | Dallara | Honda | F    | 20 | Roberto Moreno        | 2                |
| Vision Racing            | Dallara | Honda | F    | 90 | Townsend Bell         | 4                |
| Team Penske              | Dallara | Honda | F    | 3  | Hélio Castroneves     | 1-14             |
| Team Penske              | Dallara | Honda | F    | 6  | Sam Hornish Jr.       | 1-14             |
| Panther Racing           | Dallara | Honda | F    | 4  | Vitor Meira           | 1-14             |
| Dreyer & Reinbold Racing | Dallara | Honda | F    | 5  | Buddy Lazier          | 1-4, 6-8, 11     |
| Dreyer & Reinbold Racing | Dallara | Honda | F    | 5  | Ryan Briscoe          | 5, 9-10, 13      |
| Dreyer & Reinbold Racing | Dallara | Honda | F    | 5  | Sarah Fisher          | 12, 14           |
| Dreyer & Reinbold Racing | Dallara | Honda | F    | 31 | Al Unser Jr.          | 4                |
| Aguri-Fernández Racing   | Dallara | Honda | F    | 8  | Scott Sharp           | 1-4, 6-12, 14    |
| Aguri-Fernández Racing   | Panoz   | Honda | F    | 8  | Scott Sharp           | 5, 13            |
| Aguri-Fernández Racing   | Dallara | Honda | F    | 55 | Kosuke Matsuura       | 1-14             |
| Chip Ganassi Racing      | Dallara | Honda | F    | 9  | Scott Dixon           | 1, 3-4, 6-12, 14 |
| Chip Ganassi Racing      | Panoz   | Honda | F    | 9  | Scott Dixon           | 2, 5, 13         |
| Chip Ganassi Racing      | Dallara | Honda | F    | 10 | Dan Wheldon           | 1, 3-4, 6-12, 14 |
| Chip Ganassi Racing      | Panoz   | Honda | F    | 10 | Dan Wheldon           | 2, 5, 13         |
| Playa del Racing         | Panoz   | Honda | F    | 12 | Roger Yasukawa        | 4                |
| Playa del Racing         | Panoz   | Honda | F    | 12 | Jon Herb              | 4                |
| Playa del Racing         | Panoz   | Honda | F    | 21 | Jaques Lazier         | 4                |
| A. J. Foyt Enterprises   | Dallara | Honda | F    | 14 | Felipe Giaffone       | 1-8              |
| A. J. Foyt Enterprises   | Dallara | Honda | F    | 14 | Jeff Bucknum          | 9-14             |
| A. J. Foyt Enterprises   | Dallara | Honda | F    | 92 | Jeff Bucknum          | 4                |
| A. J. Foyt Enterprises   | Dallara | Honda | F    | 41 | Larry Foyt            | 4                |
| Rahal Letterman Racing   | Panoz   | Honda | F    | 15 | Buddy Rice            | 1-5, 13          |
| Rahal Letterman Racing   | Dallara | Honda | F    | 15 | Buddy Rice            | 6-12, 14         |
| Rahal Letterman Racing   | Panoz   | Honda | F    | 16 | Danica Patrick        | 1-5, 13          |
| Rahal Letterman Racing   | Dallara | Honda | F    | 16 | Danica Patrick        | 6-12, 14         |
| Rahal Letterman Racing   | Panoz   | Honda | F    | 17 | Paul Dana (R)         | 1                |
| Rahal Letterman Racing   | Panoz   | Honda | F    | 17 | Jeff Simmons (R)      | 3-5, 13          |
| Rahal Letterman Racing   | Dallara | Honda | F    | 17 | Jeff Simmons (R)      | 6-12, 14         |
| PDM Racing               | Panoz   | Honda | F    | 18 | Thiago Medeiros (R)   | 4                |
| Roth Racing              | Dallara | Honda | F    | 25 | Marty Roth (R)        | 11-12, 14        |
| Roth Racing              | Dallara | Honda | F    | 25 | Marty Roth (R)        | 4                |
| Cheever Racing           | Dallara | Honda | F    | 51 | Eddie Cheever         | 1-2, 4-8         |
| Cheever Racing           | Dallara | Honda | F    | 51 | Tomáš Enge            | 4                |
| Cheever Racing           | Dallara | Honda | F    | 52 | Max Papis             | 4                |
| Luyendyk Racing          | Panoz   | Honda | F    | 61 | Arie Luyendyk Jr. (R) | 4                |
| Sam Schmidt Motorsports  | Panoz   | Honda | F    | 88 | Airton Daré           | 4                |
| Hemelgarn Racing         | Dallara | Honda | F    | 91 | P. J. Chesson (R)     | 1-4              |
| Hemelgarn Racing         | Dallara | Honda | F    | 92 | Jeff Bucknum          | 4                |
| Team Leader Motorsports  | Panoz   | Honda | F    | 97 | Stéphan Grégoire      | 4                |
| Team Leader Motorsports  | Panoz   | Honda | F    | 98 | P. J. Jones           | 4                |

- (R) - Rookie
- Pilotos que disputaram todas as corridas
- Pilotos que disputaram parcialmente a temporada
- Corridas em que o piloto não se qualificou

## Resultados
| GP | Grande Prêmio   | Pole Position     | Líder por mais voltas | Vencedor          | Equipe         | Descrição |
| -- | --------------- | ----------------- | --------------------- | ----------------- | -------------- | --------- |
| 1  | Miami           | Sam Hornish Jr.   | Sam Hornish Jr.       | Dan Wheldon       | Chip Ganassi   | Descrição |
| 2  | São Petersburgo | Dario Franchitti  | Hélio Castroneves     | Hélio Castroneves | Penske         | Descrição |
| 3  | Motegi          | Hélio Castroneves | Hélio Castroneves     | Hélio Castroneves | Penske         | Descrição |
| 4  | Indianápolis    | Sam Hornish Jr.   | Dan Wheldon           | Sam Hornish Jr.   | Penske         | Descrição |
| 5  | Watkins Glen    | Hélio Castroneves | Dan Wheldon           | Scott Dixon       | Chip Ganassi   | Descrição |
| 6  | Texas           | Sam Hornish Jr.   | Dan Wheldon           | Hélio Castroneves | Penske         | Descrição |
| 7  | Richmond        | Hélio Castroneves | Sam Hornish Jr.       | Sam Hornish Jr.   | Penske         | Descrição |
| 8  | Kansas          | Dan Wheldon       | Sam Hornish Jr.       | Sam Hornish Jr.   | Penske         | Descrição |
| 9  | Nashville       | Dan Wheldon       | Dan Wheldon           | Scott Dixon       | Chip Ganassi   | Descrição |
| 10 | Milwaukee       | Hélio Castroneves | Tony Kanaan           | Tony Kanaan       | Andretti-Green | Descrição |
| 11 | Michigan        | Hélio Castroneves | Vitor Meira           | Hélio Castroneves | Penske         | Descrição |
| 12 | Kentucky        | Hélio Castroneves | Dan Wheldon           | Sam Hornish Jr.   | Penske         | Descrição |
| 13 | Sonoma          | Scott Dixon       | Scott Dixon           | Marco Andretti    | Andretti-Green | Descrição |
| 14 | Miami           | Sam Hornish Jr.   | Dan Wheldon           | Dan Wheldon       | Chip Ganassi   | Descrição |

## Pontuação
| Pos | Piloto       | HOM | STP | MOT | IND | WGL | TXS | RIC | KAN | NSH | MIL | MIC | KEN | SON | CHI | Pts |
| --- | ------------ | --- | --- | --- | --- | --- | --- | --- | --- | --- | --- | --- | --- | --- | --- | --- |
| 1   | Hornish Jr.  | 3   | 8   | 4   | 1   | 12  | 4   | 1   | 1   | 14  | 2   | 19  | 1   | 9   | 3   | 475 |
| 2   | Wheldon      | 1   | 16  | 2   | 4   | 15  | 3   | 9   | 2   | 2   | 8   | 3   | 4   | 6   | 1   | 475 |
| 3   | Castroneves  | 2   | 1   | 1   | 25  | 7   | 1   | 10  | 6   | 5   | 14  | 1   | 3   | 5   | 4   | 473 |
| 4   | Dixon        | 5   | 2   | 9   | 6   | 1   | 2   | 11  | 4   | 1   | 10  | 16  | 2   | 4   | 2   | 460 |
| 5   | Meira        | 16  | 5   | 10  | 10  | 2   | 6   | 2   | 3   | 3   | 15  | 2   | 6   | 3   | 6   | 411 |
| 6   | Kanaan       | 11  | 3   | 3   | 5   | 11  | 7   | 18  | 5   | 12  | 1   | 4   | 5   | 11  | 7   | 384 |
| 7   | Ma.Andretti  | 15  | 15  | 12  | 2   | 16  | 14  | 4   | 9   | 8   | 5   | 8   | 17  | 1   | 18  | 325 |
| 8   | Franchitti   | 4   | 19  | 11  | 7   | 14  | 13  | 3   | 12  | 6   | 6   | 12  | 9   | 2   |     | 311 |
| 9   | Patrick      | NL  | 6   | 8   | 8   | 8   | 12  | 15  | 11  | 4   | 4   | 17  | 8   | 8   | 12  | 302 |
| 10  | Scheckter    | 9   | 12  | 13  | 27  | 10  | 10  | 7   | 7   | 15  | 3   | 5   | 7   | 17  | 10  | 298 |
| 11  | Herta        | 13  | 4   | 6   | 20  | 13  | 11  | 6   | 13  | 11  | 7   | 11  | 10  | 10  | 15  | 289 |
| 12  | Sharp        | 7   | 10  | 16  | 9   | 9   | 5   | 5   | 18  | 17  | 12  | 6   | 16  | 14  | 9   | 287 |
| 13  | Matsuura     | 6   | 7   | 7   | 15  | 18  | 8   | 12  | 8   | 13  | 17  | 9   | 19  | 13  | 11  | 273 |
| 14  | Carpenter    | NL  |     | 20  | 11  | 6   | 9   | 8   | 16  | 10  | 16  | 7   | 11  | 12  | 5   | 252 |
| 15  | Rice         | NL  | 13  | 5   | 26  | 4   | 18  | 13  | 17  | 16  | 11  | 13  | 15  | 15  | 13  | 234 |
| 16  | Simmons      |     |     | 18  | 23  | 19  | 15  | 19  | 10  | 7   | 9   | 10  | 14  | 7   | 8   | 217 |
| 17  | Giaffone     | 8   | 9   | 15  | 21  | 5   | 16  | 17  | 19  |     |     |     |     |     |     | 142 |
| 18  | B.Lazier     | 14  | 14  | 14  | 12  |     | 19  | 16  | 15  |     |     | 15  |     |     |     | 122 |
| 19  | Cheever      | 10  | 11  |     | 13  | 17  | 17  | 14  | 14  |     |     |     |     |     |     | 114 |
| 20  | Bucknum      |     |     |     | 32  |     |     |     |     | 18  | 13  | 14  | 13  | 18  | 17  | 97  |
| 21  | Briscoe      |     |     |     |     | 3   |     |     |     | 9   | 18  |     |     | 16  |     | 83  |
| 22  | Chesson      | 12  | 17  | 17  | 33  |     |     |     |     |     |     |     |     |     |     | 54  |
| 23  | Roth         |     |     |     | NQ  |     |     |     |     |     |     | 18  | 18  |     | 19  | 36  |
| 24  | Mi.Andretti  |     |     |     | 3   |     |     |     |     |     |     |     |     |     |     | 35  |
| 25  | Fisher       |     |     |     |     |     |     |     |     |     |     |     | 12  |     | 16  | 32  |
| 26  | Foyt IV      |     |     |     |     |     |     |     |     |     |     |     |     |     | 14  | 16  |
| 27  | Papis        |     |     |     | 14  |     |     |     |     |     |     |     |     |     |     | 16  |
| 28  | Yasukawa     |     |     |     | 16  |     |     |     |     |     |     |     |     |     |     | 14  |
| 29  | J.Lazier     |     |     |     | 17  |     |     |     |     |     |     |     |     |     |     | 13  |
| 30  | Moreno       |     | 18  |     |     |     |     |     |     |     |     |     |     |     |     | 12  |
| 31  | Daré         |     |     |     | 18  |     |     |     |     |     |     |     |     |     |     | 12  |
| 32  | Enge         |     |     | 19  |     |     |     |     |     |     |     |     |     |     |     | 12  |
| 33  | Jones        |     |     |     | 19  |     |     |     |     |     |     |     |     |     |     | 12  |
| 34  | Bell         |     |     |     | 22  |     |     |     |     |     |     |     |     |     |     | 12  |
| 35  | Unser Jr.    |     |     |     | 24  |     |     |     |     |     |     |     |     |     |     | 12  |
| 36  | Luyendyk Jr. |     |     |     | 28  |     |     |     |     |     |     |     |     |     |     | 10  |
| 37  | Grégoire     |     |     |     | 29  |     |     |     |     |     |     |     |     |     |     | 10  |
| 38  | L.Foyt       |     |     |     | 30  |     |     |     |     |     |     |     |     |     |     | 10  |
| 39  | Medeiros     |     |     |     | 31  |     |     |     |     |     |     |     |     |     |     | 10  |
| 40  | Dana         | NL  |     |     |     |     |     |     |     |     |     |     |     |     |     | 6   |
| —   | Herb         |     |     |     | NQ  |     |     |     |     |     |     |     |     |     |     | 0   |
| Pos | Piloto       | HOM | STP | MOT | IND | WGL | TXS | RIC | KAN | NSH | MIL | MIC | KEN | SON | CHI | Pts |

| Cor           | Resultado             |
| ------------- | --------------------- |
| Ouro          | Vencedor              |
| Prata         | 2º lugar              |
| Bronze        | 3º lugar              |
| Verde         | 4º ao 5º lugar        |
| Azul          | 6º ao 10º lugar       |
| Roxo          | 11º lugar em diante   |
| Púrpura       | Não terminou          |
| Vermelho      | Não classificado (NQ) |
| Preto         | Desclassificado (DSQ) |
| Branco        | Não começou (NL)      |
| Marrom        | Substituído (S)       |
| Azul claro    | Apenas treino (AT)    |
| Sem cor       | Não participou        |
| Sem cor       | Lesionado (LES)       |
| Sem cor       | Excluído (EX)         |
|               |                       |
| Negrito       | Pole-position         |
| Itálico       | Líder por mais voltas |
| Rookie do ano |                       |
| Rookie        |                       |

Pontuação por prova
| Posição | 1  | 2  | 3  | 4  | 5  | 6  | 7  | 8  | 9  | 10 | 11 | 12 | 13 | 14 | 15 | 16 | 17 | 18 | 19 | 20 | 21 | 22 | 23 | 24 | 25 | 26 | 27 | 28 | 29 | 30 | 31 | 32 | 33 | PP | VL |
| ------- | -- | -- | -- | -- | -- | -- | -- | -- | -- | -- | -- | -- | -- | -- | -- | -- | -- | -- | -- | -- | -- | -- | -- | -- | -- | -- | -- | -- | -- | -- | -- | -- | -- | -- | -- |
| Pontos  | 50 | 40 | 35 | 32 | 30 | 28 | 26 | 24 | 22 | 20 | 19 | 18 | 17 | 16 | 15 | 14 | 13 | 12 | 12 | 12 | 12 | 12 | 12 | 12 | 10 | 10 | 10 | 10 | 10 | 10 | 10 | 10 | 10 | 1  | 2  |